# Goniaeoidea griseipes
Goniaeoidea griseipes är en insektsart som beskrevs av Sjöstedt 1921. Goniaeoidea griseipes ingår i släktet Goniaeoidea och familjen gräshoppor. Inga underarter finns listade i Catalogue of Life.